# چپقان
چپقان روستایی است در حد فاصله ۷۵ کیلومتری اردبیل از سمت سبلان غربی و ۲۰ کیلوتری مشکین‌شهر از سمت سبلان شرقی واقع در بخش مشکین شرقی ۱۷۵ کیلومتر پارس آباد به سمت شمال غربی در جوار رودخانه قره سو که به رود ارس می ریزد. این روستا یک روستای دیگری را هم در دل خود جای داده به نام شیخلو.

## تاریخچه
از این روستا تاریخچه دقیقی در دست نیست اما نام این روستا  گرفته شده‌است از دو واژه چاپان + قان به معنای چپاول شده است که به گفته بومیان این ده به خاطر چپاول شدن زیاد که در دوره‌های پیشین بوده‌است به این نام در آمده‌است.

## کشاورزی و دامداری
منبع درآمد مردم
در این روستا قالب مردم کشاورز و باغدار می‌باشند و نیز عده‌ای در کنار کشاورزی دام‌هایی از نوع گاو، گوسفند و مرغ و جوجه نگهداری می نمایند.از محصولات قابل فروش جالیزی این روستا می‌توان به ترتیب وسعت کشت به گوجه، ماش، خیار، خربزه، کدو حلوایی و از محصولاتی که برای استفاده شخصی کشت می‌شوند می‌توان به پیاز، سیب زمینی،کلم، بادمجان، سبزیجات و . . . اشاره نمود.عمده محصولات باغی این روستا شامل زردآلو، توت، گردو، سیب، گلابی، انواع آلو اشاره نمود.در سالهای گذشته کم آبی و خشکسالی مهاجرت مردم و خشک شدن باغات را در پی داشته‌است.
منابع آبی
مهمترین منبع تامین‌کننده اب زمین‌های کشاورزی از رودخانه قره سو تأمین می‌شود که به شدت خشک شده‌است و استفاده مردم از چاه‌ها را در پی داشته‌است.مراحل ایجاد سد سبلان به پایان رسیده و کانال آبی که از این سد تغذیه میشود جان تازه ای به کشاورزی این منطقه بخشیده است.

## مردمان
مردمان این دهستان از طوایف مختلفی چون شاهسون، ماشیلی، قره داغلی ...
می‌باشند تعداد ۵۰۰ خانوار در این روستا زندگی می‌کردند که به ۲۵۰ خانوار تعدیل یافته. 

## مساجد روستا
دارای سه مسجد قدیمی بود که بعد از انقلاب بازسازی و تعمیر شده است